# Raghuva
Raghuva is een geslacht van vlinders van de familie Uilen (Noctuidae), uit de onderfamilie Heliothinae.

## Soorten
- R. albipunctella Joannis, 1925
- R. biocularis Gaede, 1915
- R. bordati Laporte, 1977
- R. brenierei Laporte, 1977
- R. cana Hampson, 1903
- R. confertissima Walker, 1865
- R. discalis Hampson, 1903
- R. ennedica Herbulot & Viette, 1952
- R. graminivora Laporte, 1977
- R. multiradiata Hampson, 1902
- R. perdentata Hampson, 1903
- R. stigmatia Hampson, 1903
- R. subpurcata Walker, 1866
- R. vercambrei Laporte, 1977